# Edward Burtynsky
Edward Burtynsky, OC (St. Catharines, 22 febbraio 1955), è un fotografo e artista canadese.

## Biografia
Nato nel 1955 a St. Catharines, Ontario, ha studiato al Ryerson Polytechnic University, dove si è diplomato in arti grafiche, e al Niagara College, dove ha ottenuto una laurea in arti grafiche. Fotografo tra i più importanti del mondo, sue opere sono esposte in musei, collezioni e libri. Un suo tema importante è quello della distruzione dell'ambiente da parte dell'uomo, esposto nel film da lui diretto Antropocene - L'epoca umana. Nel documentario vengono presentati 43 tra i peggiori disastri ambientali del mondo, tra i quali uno in Italia: la devastazione delle Alpi Apuane, nel nord della Toscana, causata dall'estrazione intensiva del marmo, oggi impiegato in larga parte per ricavare carbonato di calcio.